# Chondrokalcynoza
Chondrokalcynoza (dna rzekoma, łac. chondrocalcinosis, ang. chondrocalcinosis, calcium pyrophosphate dihydrate deposition disease, pseudogout) – choroba zaliczana do grupy reumatycznych, której przyczyną są kryształy dwuwodnego pirofosforanu wapnia odkładające się w chrząstkach stawowych i obecne w płynie stawowym. Doprowadza to do ostrego stanu zapalnego zajętego stawu, który swoimi cechami i przebiegiem przypomina dnę moczanową, stąd dawna nazwa chondrokalcynozy - dna rzekoma.
Według niektórych autorów chondrokalcynoza to pojęcie szersze, odpowiadające stanowi, w którym w badaniu radiologicznym stwierdza się zwapnienia w obrębie chrząstek stawowych i innych struktur w obrębie stawów. Stanu takiego nie należy utożsamiać z chorobą wywołaną złogami dwuwodnego pirofosforanu wapnia, ponieważ wspomniane zwapnienia na zdjęciach RTG mogą być wywołane odkładaniem się kryształów innego typu.

## Historia
Obecność kryształów dwuwodnego pirofosforanu wapnia w płynie stawowym opisali w 1961 roku McCarty i Hollander. W 1962 McCarty, Hughes, Kohn i Faires po raz pierwszy w publikacji użyli sformułowania dna rzekoma. Zitnan i Sitaj jako pierwsi opisali rodzinne przypadki chondrokalcynozy.

## Epidemiologia
Choroba jest nieco częstsza u mężczyzn, zwykle pojawia się po 50 roku życia, a jej występowanie rośnie wraz z wiekiem. Nie wiadomo dokładnie, jaka jest zapadalność na chondrokalcynozę. Po 75 roku życia radiologiczne objawy chondrokalcynozy w obrębie stawów kolanowych obecne są prawie u 33% populacji. Narastająca wraz z wiekiem częstość występowania złogów pirofosforanu wapnia związana jest prawdopodobnie z zaburzeniami jego metabolizmu, uszkodzeniami chondrocytów, zwiększoną przepuszczalnością chrząstek dla jonów wapnia i pirofosforanu wapnia.

## Etiopatogeneza

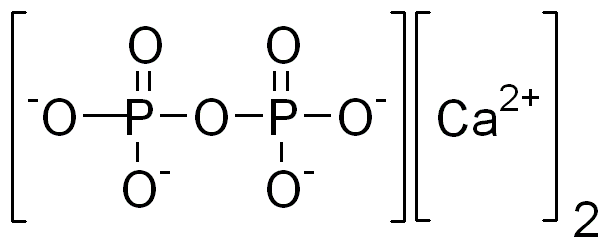
Wzór strukturalny pirofosforanu wapnia

W przebiegu chondrokalcynozy dochodzi do stanu zapalnego w obrębie błony maziowej i płynu stawowego na skutek gromadzenia się w nich kryształów dwuwodnego pirofosforanu wapnia. W tkance chrzęstnej i kostnej u pacjentów z chondrokalcynozą pojawiają się ponadto zmiany zwyrodnieniowe.
Chondrokalcynoza może być chorobą pierwotną, która prawdopodobnie dziedziczy się autosomalnie dominująco (opisywana jest mutacja genu ANKH na krótkim ramieniu chromosomu 5) lub wtórną, związaną z innymi jednostkami chorobowymi, zaburzeniami lub stosowaniem leków. Wrodzone postacie związane są prawdopodobnie z zaburzeniami metabolizmu pirofosforanu wapnia (nadprodukcja tego związku, upośledzenie degradacji) i redukcją czynników hamujących krystalizację.
Przyczyny wtórnej chondrokalcynozy
- w przebiegu nieprawidłowości hormonalnych, takich jak: nadczynność tarczycy, niedoczynność tarczycy (niektóre publikacje zaprzeczają temu[10]), nadczynność przytarczyc
- w przebiegu zaburzeń metabolicznych (dna moczanowa, hemochromatoza, hipofosfatazja[11][12])
- związana z hipomagnezemią[13]
- w przebiegu terapii glikokortykoidami
- miejscowo zmiany charakterystyczne dla chondrokalcynozy mogą pojawiać się po zabiegu usunięcia łąkotki, w zaburzeniach stabilności stawu[14], w przebiegu skrobiawicy

Zwiększone odkładanie się dwuwodnego pirofosforanu wapnia, według jednego ze źródeł z 1983 roku, stwierdzono również w artropatii neurogennej. W tej samej publikacji podano też możliwy związek między odkładaniem się kryształów pirofosforanu wapnia i następującymi chorobami: nadciśnieniem tętniczym, niewydolnością nerek, cukrzycą, akromegalią, chorobą Pageta, chorobą Wilsona. Współistnienie złogów pirofosforanu wapnia i części z tych chorób opisano również w późniejszej publikacji z Tajlandii. Część źródeł podaje z kolei, że istotnych, jasnych związków między niektórymi schorzeniami endokrynologicznymi i metabolicznymi a chondrokalcynozą nie potwierdzono, inne opracowanie sugeruje brak zależności między cukrzycą a chondrokalcynozą.

## Objawy
- najczęstsza jest postać choroby przebiegająca bez żadnych objawów[18]
- symptomy jak w dnie moczanowej – nagle pojawiający się ból stawu z towarzyszącym obrzękiem i zaczerwieniem skóry (objawy mniej nasilone i dłużej trwające niż w dnie, zwykle w zakresie stawów kolanowych)
- przewlekłe zapalenie stawów – przebiega podobnie do reumatoidalnego zapalenia stawów lub częściej podobnie jak choroba zwyrodnieniowa stawów; niekiedy zajęte też mogą być stawy w odcinku lędźwiowym kręgosłupa, co może sugerować zesztywniające zapalenie stawów kręgosłupa

## Badania dodatkowe
- w badaniach biochemicznych krwi mogą występować nieprawidłowości charakterystyczne dla chorób i zaburzeń wywołujących wtórną chondrokalcynozę
- w osadzie płynu stawowego pobranego z chorego stawu obecne są jednoskośne lub trójskośne, słabo załamujące spolaryzowane światło, kryształy dwuwodnego pirofosforanu wapnia, wolne lub sfagocytowane przez granulocyty[18]
- w czasie napadu choroby płyn stawowy ma cechy płynu zapalnego, może być mętny i krwisty
- w badaniu rentgenowskim stwierdza się zwapnienia w chrząstkach, ścięgnach, powięziach, więzadłach, torebkach stawów, a w stawach kolanowych również w łąkotkach (w celu rozpoznania chondrokalcynozy wskazane jest wykonanie zdjęć rentgenowskich stawów kolanowych, miednicy wraz ze spojeniem łonowym i stawami biodrowymi, a także nadgarstków i dłoni[6])
- według niektórych publikacji również w badaniu ultrasonograficznym można uwidocznić zwapnienia w obrębie tkanek miękkich[19][20]

## Leczenie
W terapii farmakologicznej napadu chondrokalcynozy stosuje się kolchicynę (według niektórych publikacji działa ona również profilaktycznie i zapobiega napadom) i niesteroidowe leki przeciwzapalne (preferowana jest indometacyna). Do stawu podaje się kortykosterydy, konieczne może być usunięcie płynu wysiękowego ze stawu.

## Klasyfikacja ICD10
| kod ICD10     | nazwa choroby                                      |
| ------------- | -------------------------------------------------- |
| ICD-10: M11   | Inne artropatie spowodowane odkładaniem kryształów |
| ICD-10: M11.1 | Chondrokalcynoza rodzinna                          |
| ICD-10: M11.2 | Inne chondrokalcynozy                              |